# Elecciones al Congreso de los Diputados de noviembre de 2019 (Alicante)
Las elecciones al Congreso de los Diputados de 2019 se celebraron en la provincia de Alicante el domingo 10 de noviembre, como parte de las elecciones generales convocadas por Real Decreto dispuesto el 4 de marzo de 2019 y publicado en el Boletín Oficial del Estado el día siguiente. Se eligieron los 12 diputados del Congreso correspondientes a la circunscripción electoral de Alicante, mediante un sistema proporcional (método d'Hondt) con listas cerradas y un umbral electoral del 3%.

## Resultados
Los comicios depararon 4 escaños al Partido Socialista Obrero Español, 3 al Partido Popular y a Vox y 1 a Ciudadanos y a Unidas Podemos.
| Candidatura                                          | Candidatura                                          | Votos     | %                                       | Escaños                                 |
| ---------------------------------------------------- | ---------------------------------------------------- | --------- | --------------------------------------- | --------------------------------------- |
|                                                      | Partido Socialista del País Valenciano (PSPV-PSOE)   | 240 202   | 28,43                                   | 4                                       |
|                                                      | Partido Popular (PP)                                 | 207 310   | 24,54                                   | 3                                       |
|                                                      | Vox (Vox)                                            | 167 395   | 19,81                                   | 3                                       |
|                                                      | Unidas Podemos (Podemos-IU-Equo)                     | 108 533   | 12,85                                   | 1                                       |
|                                                      | Ciudadanos-Partido de la Ciudadanía (Cs)             | 69 143    | 8,18                                    | 1                                       |
|                                                      |                                                      |           |                                         |                                         |
| Compromís (Compromís)                                | Compromís (Compromís)                                | 35 612    | 4,21                                    | 0                                       |
| Partido Animalista Contra el Maltrato Animal (PACMA) | Partido Animalista Contra el Maltrato Animal (PACMA) | 9417      | 1,11                                    | 0                                       |
| Avant los Verdes (Avant los Verdes)                  | Avant los Verdes (Avant los Verdes)                  | 2337      | 0,28                                    | 0                                       |
| Esquerra Republicana del País Valencià (ERPV)        | Esquerra Republicana del País Valencià (ERPV)        | 1683      | 0,20                                    | 0                                       |
| Por un Mundo más Justo (PUM+J)                       | Por un Mundo más Justo (PUM+J)                       | 948       | 0,11                                    | 0                                       |
| Partido Comunista de los Pueblos de España (PCPE)    | Partido Comunista de los Pueblos de España (PCPE)    | 911       | 0,11                                    | 0                                       |
| Recortes Cero-Grupo Verde (R0-GV)                    | Recortes Cero-Grupo Verde (R0-GV)                    | 891       | 0,11                                    | 0                                       |
| Partido Libertario (P-LIB)                           | Partido Libertario (P-LIB)                           | 556       | 0,07                                    | 0                                       |
| Votos válidos                                        | Votos válidos                                        | 844 938   | 100,00                                  | 12                                      |
| Votos nulos                                          | Votos nulos                                          | 8334      | Participación: · \| \| 67,37 % \| 7,54% | Participación: · \| \| 67,37 % \| 7,54% |
| Votantes                                             | Votantes                                             | 860 050   | Participación: · \| \| 67,37 % \| 7,54% | Participación: · \| \| 67,37 % \| 7,54% |
| Electores                                            | Electores                                            | 1 276 691 | Participación: · \| \| 67,37 % \| 7,54% | Participación: · \| \| 67,37 % \| 7,54% |
|                                                      | 67,37 %                                              |           |                                         |                                         |

## Diputados electos
Relación de diputados electos:
| N.º | Nombre                        | Lista | Lista          |
| --- | ----------------------------- | ----- | -------------- |
| 1   | Pedro Francisco Duque Duque   |       | PSPV-PSOE      |
| 2   | César Sánchez Pérez           |       | PP             |
| 3   | Manuel Mestre Barea           |       | Vox            |
| 4   | Patricia Blanquer Alcaraz     |       | PSPV-PSOE      |
| 5   | Txema Guijarro García         |       | Unidas Podemos |
| 6   | Macarena Montesinos de Miguel |       | PP             |
| 7   | José María Sánchez García     |       | Vox            |
| 8   | Alejandro Soler Mur           |       | PSOE           |
| 9   | Marta Martín Llaguno          |       | Cs             |
| 10  | Yolanda Seva Ruiz             |       | PSPV-PSPV-PSOE |
| 11  | Agustín Almodóbar Barceló     |       | PP             |
| 12  | Eduardo Luis Ruiz Navarro     |       | Vox            |